# کالج گوروچاران
کالج گوروچاران، که به عنوان کالج GC شناخته می‌شود، اخیراً به دانشگاه ایالتی تحت دولت آسام ارتقا یافته‌است. این مؤسسه با داشتن ۵۰۰۰ دانش آموز، مؤسسه آموزشی اولیه برای دانش آموزان جنوب آسام، تریپورا، میزورام و مانیپور است.